# Brise-glace en Suède

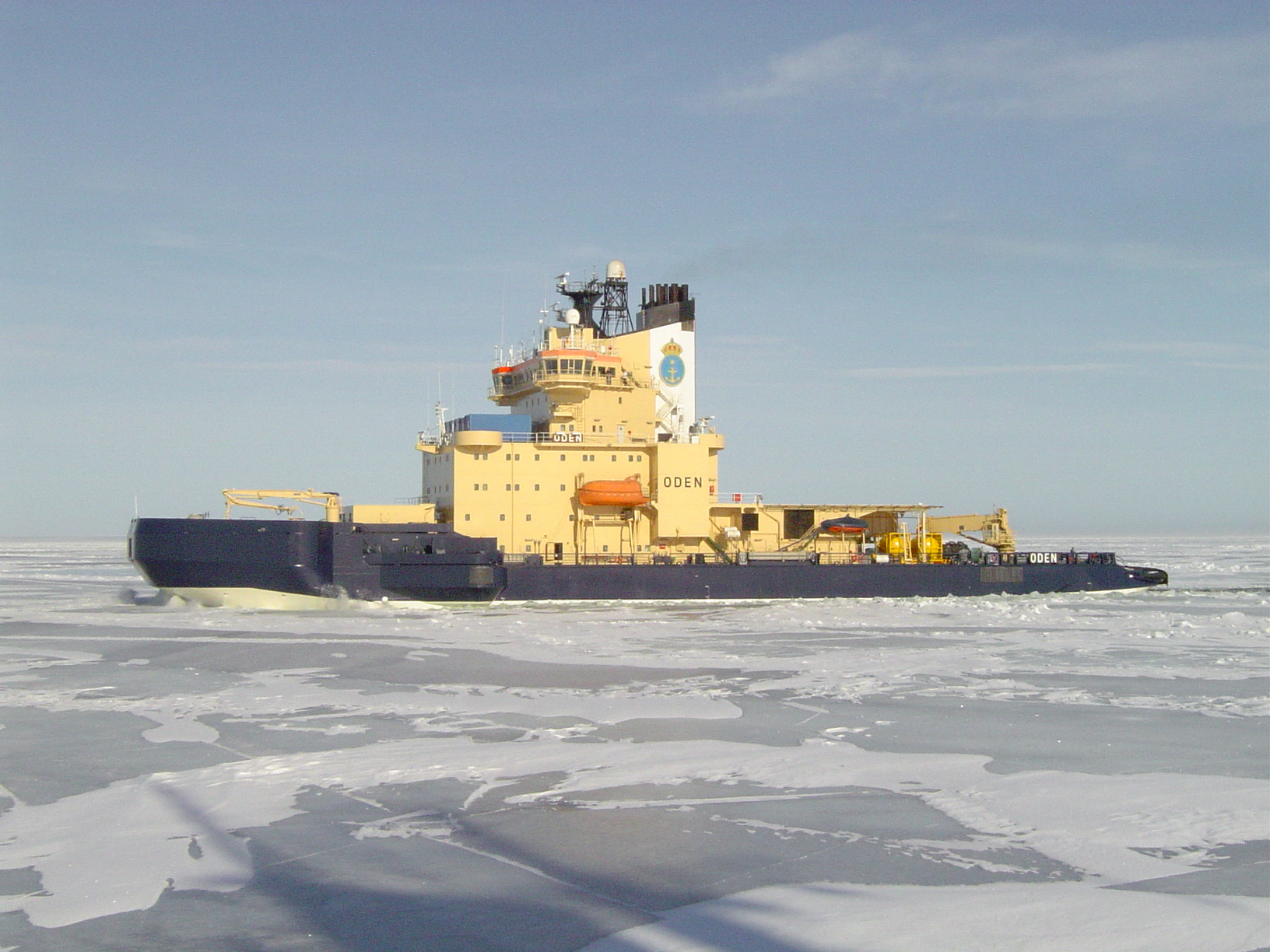
Oden, le plus grand des brise-glace suédois.

En Suède, la flotte de brise-glace est, en 2012, composée de dix navires qui interviennent le long des côtes afin de permettre aux navires marchands d'accéder aux ports suédois toute l'année. Leur activité s'étend normalement de la nouvelle année à la fin du mois de mai. Les brise-glace ont fait leur apparition en Suède à la fin du XIXe siècle, et depuis 1926 ils sont placés sous le contrôle de l'État au travers de l'administration maritime suédoise (suédois : Sjöfartsverket). La direction des brise-glace a son siège à Norrköping.
Jusqu'en 2000, les équipages des brise-glace étaient composés de personnels de la marine royale. Ils sont désormais civils. L'activité des brise-glace représente un coût total annuel d'environ 200 millions de couronnes, et un projet de coopération entre les différents pays de la zone baltique a vu le jour de façon à réduire cette facture. En l'an 2000, cela faisait 30 ans que l'un des grands ports de la baie de Botnie n'avait pas été contraint à fermer en raison des glaces.

## Histoire

### Les premiers brise-glace

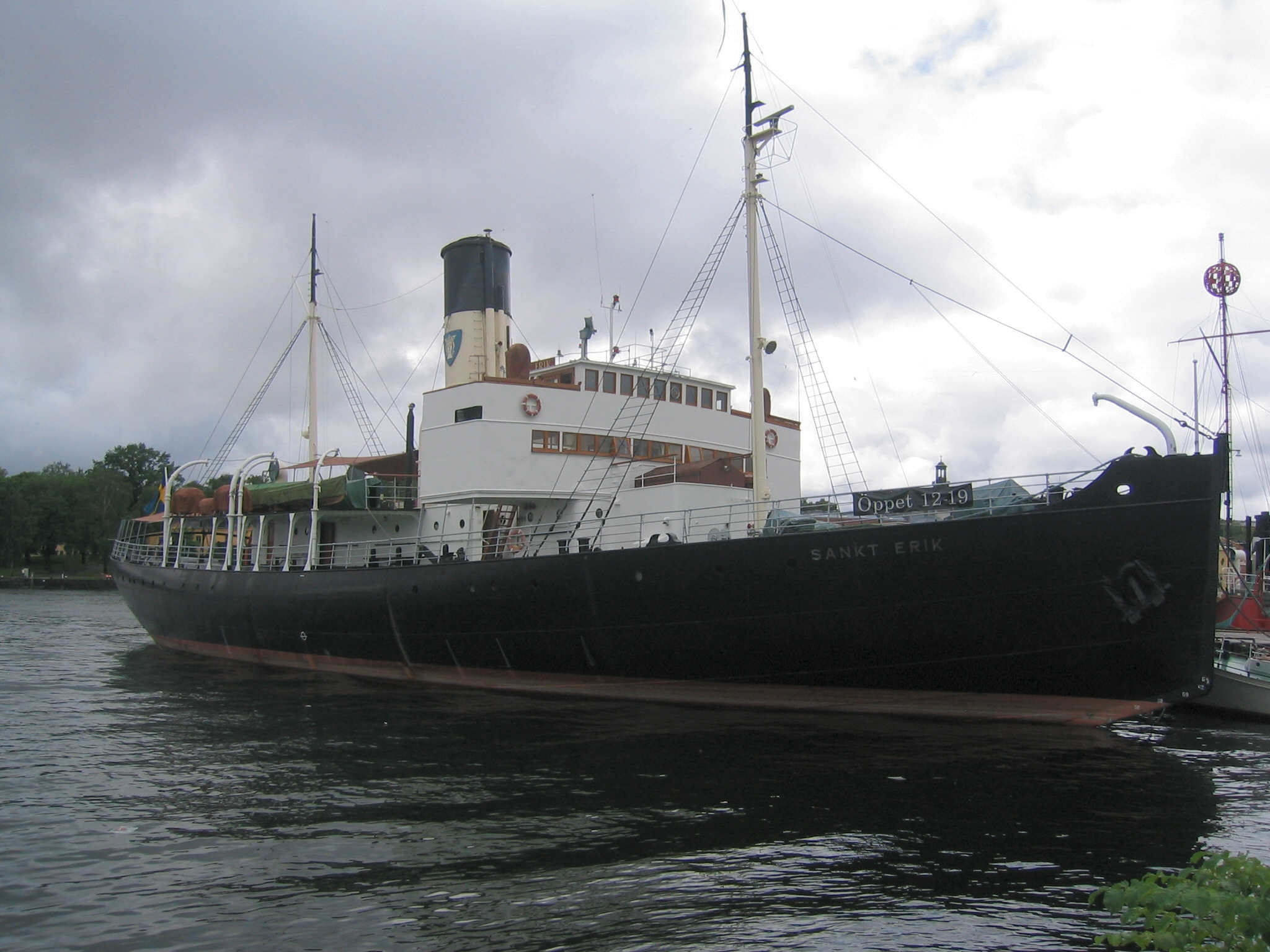
Le brise-glace Sankt Erik.

Avant que la Suède ne construise son premier brise-glace, la mer Baltique, voire la côte ouest du pays, étaient impraticables pendant les hivers les plus rudes, entre l'apparition de la glace en octobre/novembre et sa fonte en mai, sans qu'il ne soit possible d'y faire quelque chose. Cela signifiait que les bateaux à voile suédois, qui étaient construits en bois, restaient au port une grande partie de l'année. À la fin du XIXe siècle, les bateaux à vapeur deviennent de plus en plus courants, et dans la mesure où ils sont construits en acier, on dispose à présent à la fois de la puissance et de la solidité nécessaires pour progresser au milieu des glaces.
Les premiers brise-glace suédois appartiennent à des compagnies privées ou à des communes, et sont utilisés pour maintenir les plus grands ports ouverts. Le tout premier, simplement baptisé Isbrytaren (litt. « le brise-glace »), est construit par les chantiers navals de Lindholmen en 1883 afin de maintenir le port de Göteborg ouvert, y compris pendant les hivers les plus difficiles. Isbrytaren est capable de progresser dans une épaisseur de glace régulière de 60 cm. Son utilisation est toutefois plus difficile dans des glaces irrégulières, et lorsqu'en 1893 tout le trafic maritime local requiert une assistance en provenance de Skagen, il apparait clairement qu'un seul brise-glace ne suffit pas. C'est ainsi qu'Isbrytaren II est livré en 1895. Ce deuxième brise-glace est de type svensksund, ainsi nommé car sa proue a été dessinée en prenant pour modèle celle du canonnier Svensksund, qui s'est révélé particulièrement adapté à la navigation dans les mers gelées. La différence entre cette forme de coque et celle du premier Isbrytaren est que le type svensksund a des lignes concaves plus marquées à la proue. Isbrytaren II est tellement mieux adapté à la navigation sur la glace qu'il remplace bientôt totalement son prédécesseur. Au début du XXIe siècle, le type svensksund sert de base à la conception des brise-glace dans le monde entier. En 1894, le port de Malmö fait construire dans les chantiers navals de Kockums le brise-glace Bore, un navire particulièrement remarquable en ce sens qu'il est aujourd'hui le plus ancien brise-glace au monde encore équipé de sa machinerie et de sa chaudière d'origine. Bore est construit pour servir de navire postal et de ferry entre Malmö et Copenhague lors des hivers les plus rudes. Pendant les deux guerres mondiales, il est réquisitionné par la marine royale et sert de canonnier, après avoir été équipé d'armements. Il est aujourd'hui amarré au quai Hjälmarekajen à Malmö et est en bon état de marche, sans avoir été aucunement modifié depuis sa conception, si ce n'est pour se conformer aux directives de l'administration des transports suédoise. Dans le même temps, le port de Stockholm construit également deux brise-glace baptisés Isbrytaren I et Sankt Erik. Sankt Erik est suffisamment puissant pour être utilisé en pleine mer, si bien que l'État suédois en prend possession de façon à pouvoir s'en servir en d'autres lieux qu'à Stockholm. Au début du XXe siècle, les ports de Gävle, Norrköping et Luleå font également construire des brise-glace.

### Brise-glace de l'État

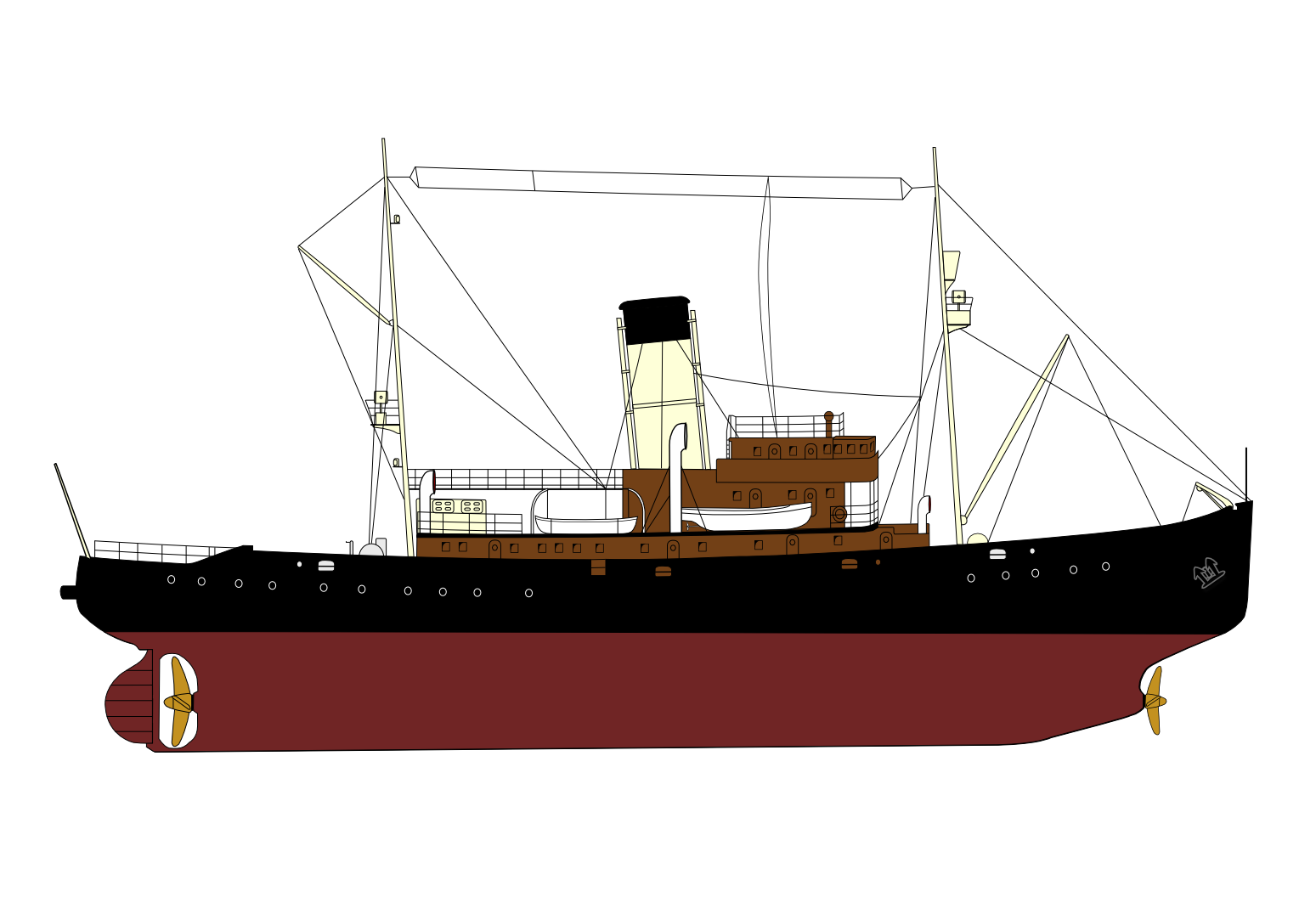
Atle, le premier brise-glace de l'État.

Le premier brise-glace propriété de l'État suédois est livré en 1926 par les chantiers navals de Lindholmen à Göteborg. Il prend tout d'abord simplement le nom de Statsisbrytaren (litt. « brise-glace de l'État ») . À la suite des expériences précédentes, il est équipé d'hélices à la proue comme à la poupe. En 1932, un second brise-glace, Ymer (I) est livré par Kockums à Malmö. Il s'agit du premier brise-glace au monde à propulsion diesel-électrique. Statsisbrytaren prend alors le nom d'Atle (I). Avec l'aide de ces deux brise-glace, la navigation maritime devient dans une certaine mesure possible en hiver, mais de nombreux ports sont toujours contraints à la fermeture pendant une partie de l'année.
En raison de la douceur des hivers pendant les années 1930, il n'y a pas d'urgence à accroître la flotte de brise-glace, et Atle (I) et Ymer (I) travaillent seuls pendant 20 ans jusqu'à la livraison de Thule par les chantiers navals de Karlskrona en 1953. Thule est conçu avec un tirant d'eau inférieur à celui d'Atle et Ymer, qui étaient trop profonds pour pouvoir opérer sans soucis dans l'Öresund. Avec Thule, la capacité d'opération augmente considérablement, mais Atle (I) doit bientôt être remplacé, et comme Thule n'est pas suffisamment puissant pour prendre sa place, il apparait clairement qu'un autre brise-glace est nécessaire. C'est dans ce contexte qu'Oden (I) est livré en 1957. Contrairement aux brise-glace précédents, qui ont été construits en Suède, Oden a été commandé au finlandais Wärtsilä qui a déjà construit plusieurs navires du même type pour la flotte finlandaise et russe. Oden devient ainsi le premier d'une série de sept brise-glace suédois construits en Finlande.
Au début des années 1960, la production industrielle croit fortement dans le nord de la Suède. On s'attend par exemple à voir la production de pâte à papier et de papier croitre d'un million de tonnes, soit 35 %. On estime alors qu'un renforcement de la flotte de brise-glace sera bénéfique à l'économie nationale. Tandis qu'Ymer (I) approche de l'âge de la retraite, deux nouveaux brise-glace, Tor et Njord, sont livrés par Wärtsilä.
Jusqu'au début des années 1970, le trafic fluvial entre le lac Vänern et Göteborg le long du Göta älv est limité en raison de la faible profondeur du canal et de la glace en hiver. On étudie la possibilité de détourner ce trafic par la route, mais cela apparaissant moins économique, il est décidé d'aménager le canal et de se procurer auprès de Wärtsilä un nouveau brise-glace, Ale, afin de rendre possible le trafic hivernal.
Dans les années 1970, il devient nécessaire d’accroître le trafic maritime hivernal le long de la côte du Norrland. Atle (II), livré en 1974, rend possible le trafic jusqu'à Umeå dans des conditions de glace normales. En 1973, un plan de relance de l'industrie de l'acier baptisé Stålverk 80 est présenté par le gouvernement suédois. Il est alors décidé de se procurer encore deux brise-glace du même type : Frej et Ymer (II). De conception identique, Atle (II), Frej et Ymer (II) constituent la classe dite Atle. Le plan de relance Stålverk 80 est finalement abandonné, mais la construction des brise-glace a déjà démarré, et le dernier est livré en 1977.
En 1989, Oden (II) est livré par les chantiers navals d'Arendal à Göteborg pour remplacer Thule et Oden (I). Enfin, au début des années 2000, les trois brise-glace de la classe Viking sont livrés par le norvégien Havyard Leirvik pour remplacer Tor et Njord.

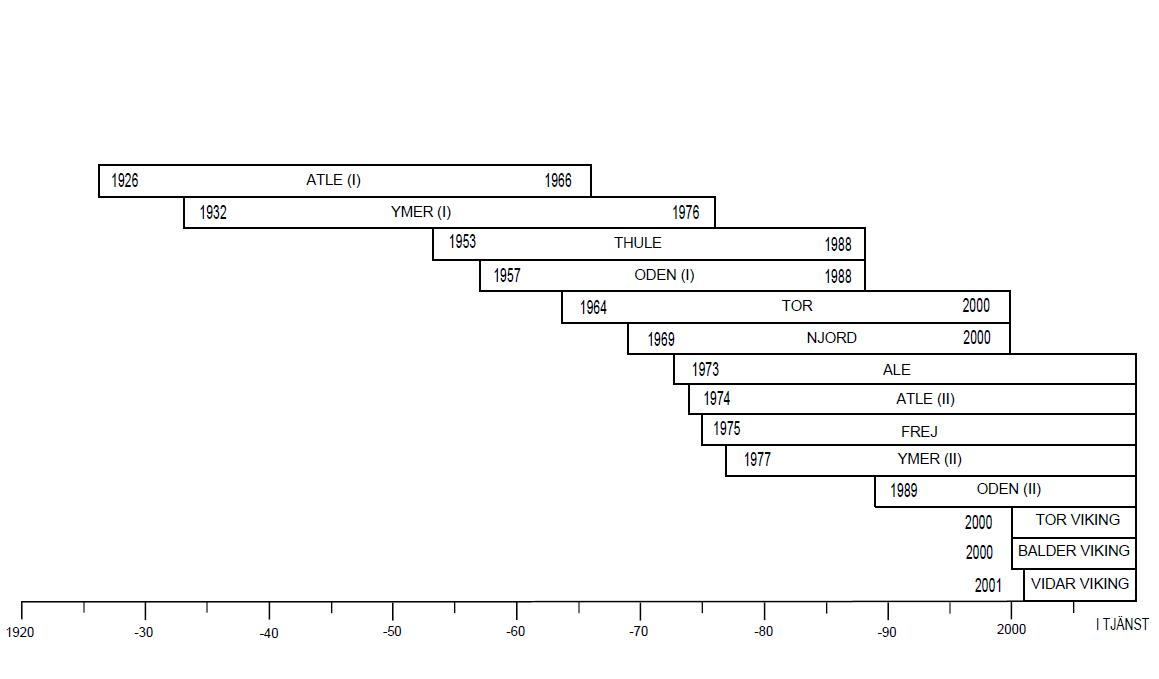
Aperçu des brise-glace suédois depuis 1926.

## La flotte de brise-glace suédoise

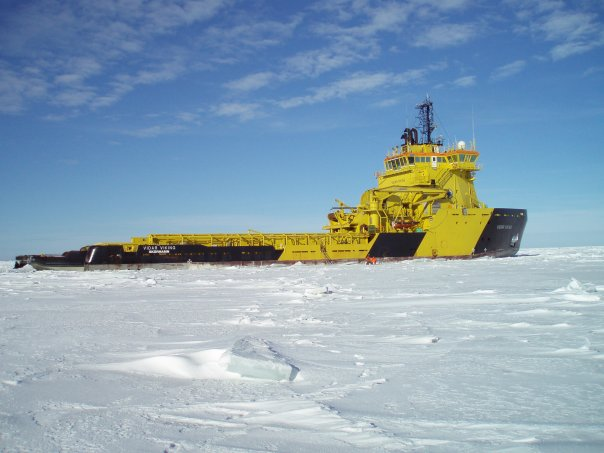
Vidar Viking dans la mer Baltique.

La Suède dispose actuellement (2012) de dix navires pouvant être utilisés comme brise-glace :
- 5 sont utilisés uniquement dans ce rôle,
- 3 sont aussi utilisés comme navires offshore,
- 2 sont principalement utilisés comme navires de services.

Atle (II), Frej et Ymer (II) sont d'authentiques brise-glace qui ne sont donc utilisés que dans ce rôle. Entre mai et la nouvelle année, ils reposent à quai. Ils étaient précédemment, tout comme Oden (II), stationnés dans le port de Värta à Stockholm, mais afin d'augmenter la productivité, tous quatre ont aujourd'hui Luleå comme port d'attache, bien qu'étant enregistrés à Norrköping. Afin de pouvoir disposer d'un brise-glace toute l'année, Oden (II) a été construit selon les critères de la classe arctique, ce qui lui permet de participer à des expéditions dans l'Arctique et dans l'Antarctique . Depuis l'hiver 2007/2008, Ale est stationné avec le reste de la flotte à Luleå. Ale a également été par le passé utilisé pour les relevés cartographiques.
Afin de rationaliser encore davantage l'activité des brise-glace, les trois plus récents navires Tor Viking, Balder Viking et Vidar Viking ont été conçus pour être utilisables à la fois comme brise-glace et comme navires offshore. Ces navires sont la propriété de la compagnie Viking Supply Ships et sont utilisés pendant la plus grande partie de l'année pour déplacer des plates-formes de forage dans la mer du Nord. Contre une participation à hauteur de 180 millions de couronnes (sur un total de 900 millions) sur le coût d'achat des navires, et une certaine compensation financière, l'administration maritime suédoise peut pendant l'hiver utiliser les trois navires comme brise-glace, sous réserve d'un préavis de dix jours. Cet accord est valable jusqu'à 2015 avec une possibilité de prolongement jusqu'à 15 années supplémentaires. L'administration maritime suédoise a toutefois annoncé en automne 2012 qu'elle renonçait à utiliser Vidar Viking dans le futur, estimant que les deux autres brise-glace de la classe Viking étaient suffisants pour ses besoins. Ces trois brise-glace Tor Viking, Balder Viking et Vidar Viking ont été vendus en 2018 au chantier naval Davie à Québec qui prévoit de les adapter aux besoins de la garde-côtière canadienne dans le cadre du projet Resolute (Ref 'Mer et Marine' 29/08/2018).
Pendant les hivers les plus difficiles, les deux navires de service Scandica et Baltica, propriété de l'administration maritime suédoise, peuvent aussi être utilisés comme brise-glace de réserve.

### Financement
À l'origine, ce sont des subventions du ministère du commerce qui financent l'activité des brise-glace. Cela couvre le carburant, les vêtements et les autres équipements. Les salaires sont quant à eux payés par la marine royale. Afin d'obtenir des sommes suffisantes, on commence par augmenter les droits d'usage des phares et des amers. Plus tard, on propose d'instaurer une taxe dédiée qui serait payée par les navires lorsqu'ils sont pris en charge par un brise-glace, mais cette idée n'aboutit pas, et les brise-glace sont aujourd'hui financés par les droits de passage acquittés par tous les navires qui entrent dans les eaux territoriales suédoises. Cela signifie que les navires qui viennent en Suède l'été, ou qui l'hiver se contentent de se rendre sur la côte Ouest lorsque celle-ci est dépourvue de glace, paient aussi pour les brise-glace, qui engloutissent une bonne part des revenus générés par les droits de passage. Dans la mesure où ceci constitue un désavantage concurrentiel pour la Suède, et où la Cour de justice de l'Union européenne a estimé que les navires ne doivent pas être soumis à des droits de passage pour des services qui ne leur sont pas rendus, il a été proposé de changer ce mode de financement.

### L'époque de la marine

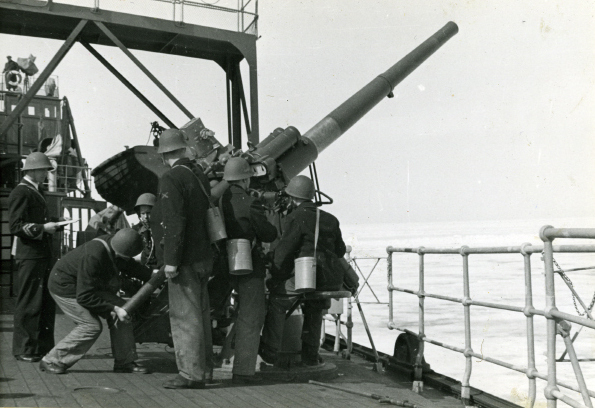
Un canon de 75 mm sur le pont d'Ymer (I) pendant la Seconde Guerre mondiale.

Lorsque le parlement suédois passe commande du brise-glace Atle (I) en 1925, il est décidé qu'il incombera à la marine royale de prendre en charge cette nouvelle activité. La marine dispose en effet de la meilleure organisation lorsqu'il s'agit de mettre en œuvre des navires dans un domaine d'opération nouveau et original. Lorsque la Seconde Guerre mondiale éclate en 1939, la Suède possède deux brise-glace, Atle (I) et Ymer (I). Avant la guerre, Atle (I) est armé de quatre canons de 57 mm, deux à l'avant et deux à l'arrière, et de quatre mitrailleuses pour la défense anti-aérienne. L'équipage est renforcé, passant de 44 à 71 hommes. Ymer (I) est quant à lui équipé de quatre canons anti-aériens de 75 mm et de quatre mitrailleuses. L'équipage passe de 42 à 85 hommes. Depuis, tous les brise-glace suédois sont équipés dès l'origine de fixations destinées aux armements. Sur Ale, ces fixations ont toutefois été démontées à l'avant à la fin des années 1990. Depuis la construction de Thule, les coques disposent par ailleurs d'un bouclier anti-mine électrique, afin de les protéger des mines marines. Les brise-glace Tor, Njord, Oden et les trois brise-glace de la classe Atle sont par ailleurs équipés de rails pour le largage de mines et peuvent ainsi être utilisés comme mouilleurs de mines.
Le 21 octobre 1999, le gouvernement suédois charge l'armée et l'administration maritime suédoise d'étudier la possibilité d'une transition entre équipages militaires et civils. L'étude montre que des équipages civils coûteraient moins cher, et la transition a lieu dès l'année 2000, les armements étant par ailleurs retirés,.

### Équipages
À l'époque de la marine, les équipages étaient composés d'officiers et d'appelés de la marine royale. Le nombre d'hommes d'équipage était alors beaucoup plus important qu'aujourd'hui. Cela est lié à la disparition de certains postes tels que médecin de bord ou chef-cuisinier, mais surtout au fait que de nombreuses tâches autrefois manuelles ont été automatisées. Il existait par exemple à l'origine sur les brise-glace de la classe Atle un chef-radio et trois opérateurs-radio. Ces postes ont disparu lorsque les systèmes de communication sont devenus plus simple d'usage, et ont pu être pris en charge par les chefs de quart.
Lorsque les équipages deviennent civils, leur taille est revue sensiblement à la baisse. Le nombre de chefs de quart passe de sept à cinq, celui de matelots de six à trois, et plusieurs postes disparaissent. L'équipage des brise-glace de la classe Atle passe ainsi de 41 hommes à 18 hommes. Il était à l'origine de 66 hommes.
Les membres d'équipage sont aujourd'hui employés par des sociétés de placement. Après la transition vers le personnel civil et jusqu'à 2005, c'est la société B&N Hornet, basée à Stockholm, qui fournit le personnel d'équipage. Ce rôle est aujourd'hui dévolu à la société Viking Icebreaker Management AB, une filiale de Viking Supply Ships. Les membres d'équipage ne changent toutefois pas lorsque le contrat de placement passe d'une société à l'autre, ils changent simplement d'employeur. C'est ainsi que certains membres d'équipage en activité aujourd'hui étaient déjà présents à l'époque de la marine.

## Opérations

### Conditions hivernales

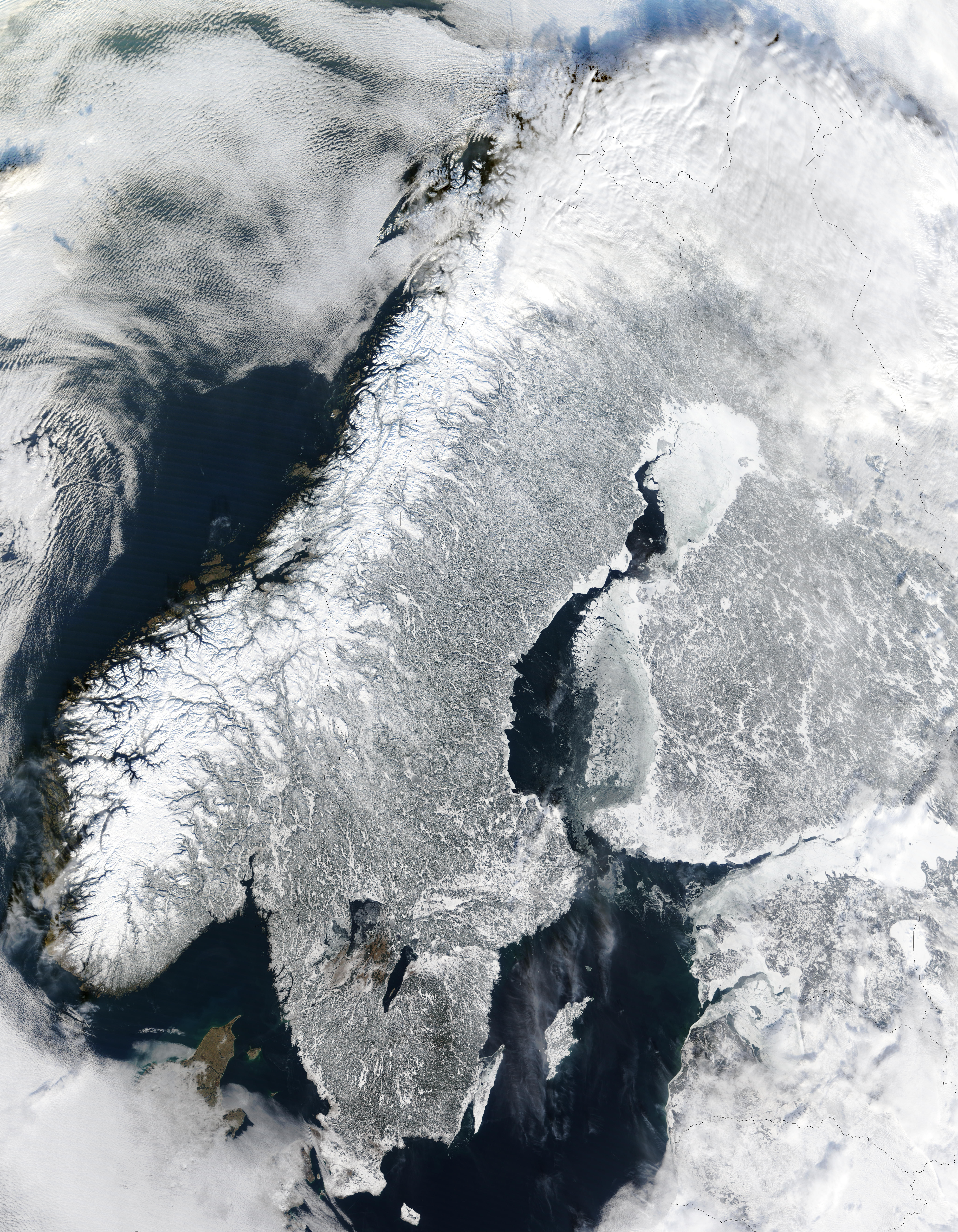
La Fennoscandie en hiver. La baie de Botnie et la mer de Botnie sont partiellement recouvertes de glace.

Le besoin en brise-glace varie largement en fonction des conditions hivernales, qui sont décrites comme douces, normales ou rudes.
Pendant un hiver doux, la glace recouvre moins de 98 000 km2, ce qui signifie que seuls la baie de Botnie et le golfe de Finlande sont gelés. Un exemple d'hiver doux est l'hiver 2007/2008, durant lequel seuls trois des brise-glace suédois étaient en service. Ils ont effectué 186 assistances et 9 remorquages.
Pendant un hiver normal, la glace recouvre jusqu'à 193 000 km2, ce qui signifie que la baie de Botnie, le golfe de Finlande, la mer de Botnie et d'autres parties de la mer Baltique sont gelés. Dans de telles conditions, quatre à cinq brise-glace doivent être mis à contribution. Un exemple d'hiver normal est l'hiver 1993/1994 pendant lequel les brise-glace suédois ont réalisé 1 620 assistances.
Pendant un hiver rude, la glace peut recouvrir toute la mer Baltique ainsi que (sur la côte Ouest de la Suède) le Cattégat et une partie du Skagerrak. Dans de telles conditions, les cinq brise-glace d'État, les trois brise-glace de la classe Viking, ainsi que le Scandica et le Baltica sont mis à contribution. Un exemple d'hiver rude est l'hiver 1986/1987, durant lequel les brise-glace ont procédé à 4 107 assistances et 771 remorquages.
Les brise-glace sont généralement en activité entre le début du mois de janvier et la mi-mai, la couverture de glace étant à son maximum en mars. Il n'est pas possible de prédire la sévérité d'un hiver. Ce n'est qu'à la fin du mois de janvier qu'il est possible d'effectuer un pronostic relativement fiable.
En fonction de l'épaisseur des glaces, l'administration maritime suédoise édicte pendant l'hiver des restrictions concernant le trafic maritime sur les eaux gelées. Seuls les navires répondant aux critères de taille et de classification peuvent bénéficier de l'assistance des brise-glace. La classification utilisée est la classification suédo-finlandaise qui répartit les navires de la façon suivante : 
| Classe   | Épaisseur de glace    | Épaisseur de glace |
| -------- | --------------------- | ------------------ |
| 1A Super | extrême               | plus de 100 cm     |
| 1A       | difficile             | plus de 50 cm      |
| 1B       | moyennement difficile | de 30 à 50 cm      |
| 1C       | facile                | de 15 à 30 cm      |
| II       | très facile           | de 10 à 15 cm      |

### Conception des brise-glace

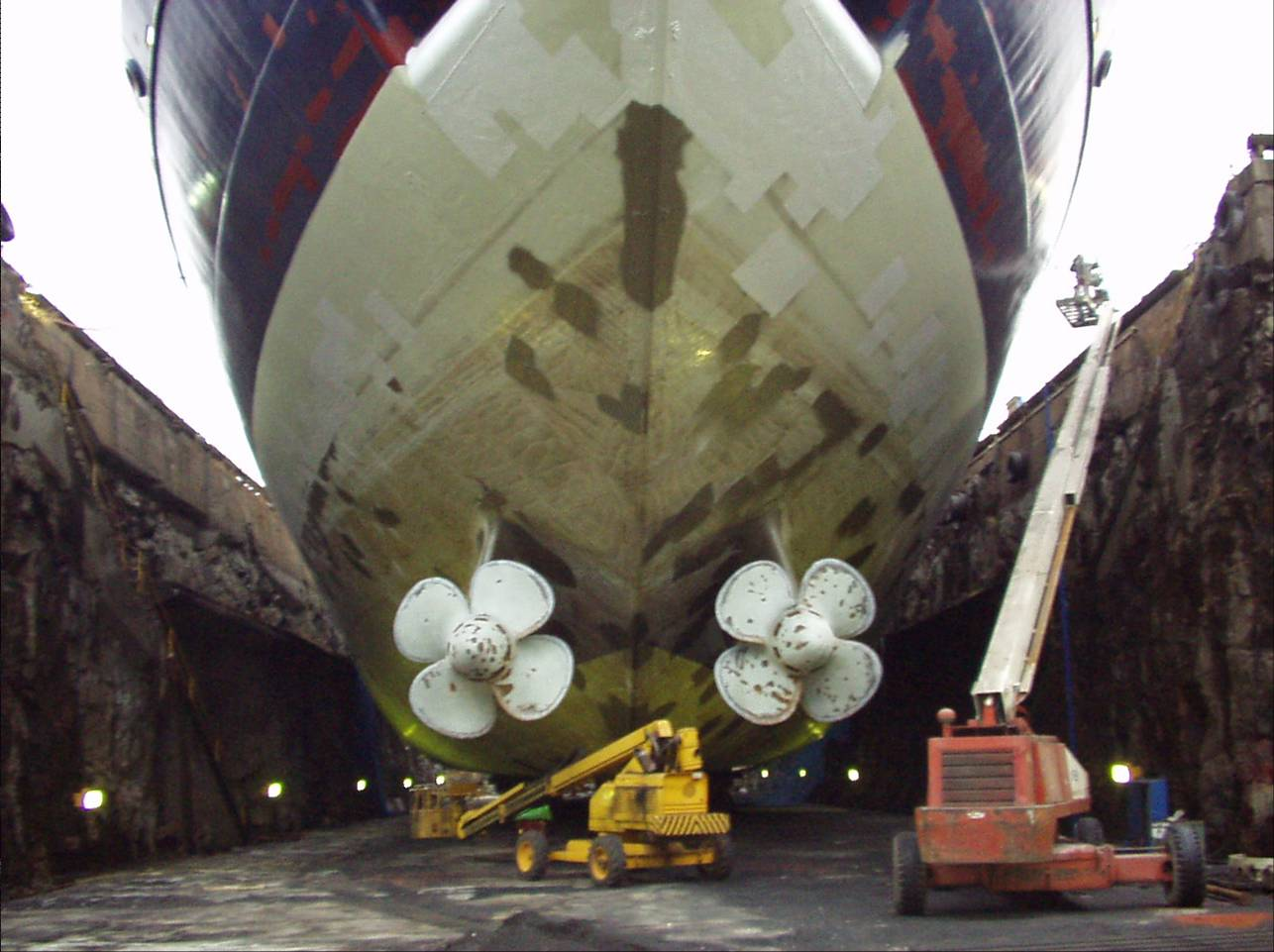
Ymer en cale sèche.

La difficulté à avancer sur une mer gelée ne provient pas uniquement de la glace qui doit être brisée à l'avant du navire. Les frottements sur les côtés constituent un facteur au moins aussi important pour empêcher la progression. La coque des brise-glace prend par conséquent la forme d'un œuf, ce qui leur donne des flancs plus petits contre lesquels les frottements de la glace sont réduits.
Afin de réduire encore davantage les frottements latéraux, de l'eau est injectée le long des flancs du navire de façon que la glace n'entre pas en contact direct avec la coque. Ceci peut être réalisé de différentes façons. Les brise-glace de la classe Atle, qui sont équipés d'hélices à la proue, ne les utilisent ainsi pas pour augmenter leur puissance contre la glace comme on pourrait le croire. Elles ont pour objet de « lubrifier » la coque à grande eau. Un effet additionnel des hélices à la proue est qu'elles aspirent l'eau sous la glace immédiatement à l'avant du navire, ce qui rend l'écrasement de la glace plus aisé.
L'inconvénient des hélices à la proue est que l'énergie qui aurait pu être utilisée pour la propulsion va à la « lubrification ». Les brise-glace qui ne sont pas équipés d'hélices à la proue peuvent à la place déverser de l'eau sur leurs flancs, comme c'est le cas pour Oden (II) et pour la classe Viking, ou encore souffler de l'air en surface, comme le fait Ale. Toute l'énergie peut ainsi être utilisée pour la propulsion, mais les capacités du brise-glace à manœuvrer sont réduites, en particulier en marche-arrière. Si le navire assisté est pris dans la glace, le brise-glace doit faire une large boucle pour revenir par l'arrière afin de le dégager, alors que les brise-glace équipés d'hélices à la proue peuvent rapidement et facilement se rapprocher en marche-arrière pour dégager la glace. Tous les brise-glace suédois sont équipés de systèmes antiroulis qui pompent et rejettent l'eau entre les ballasts placés sur leurs flancs de façon à écraser la glace et à pouvoir se dégager.

### Assistance

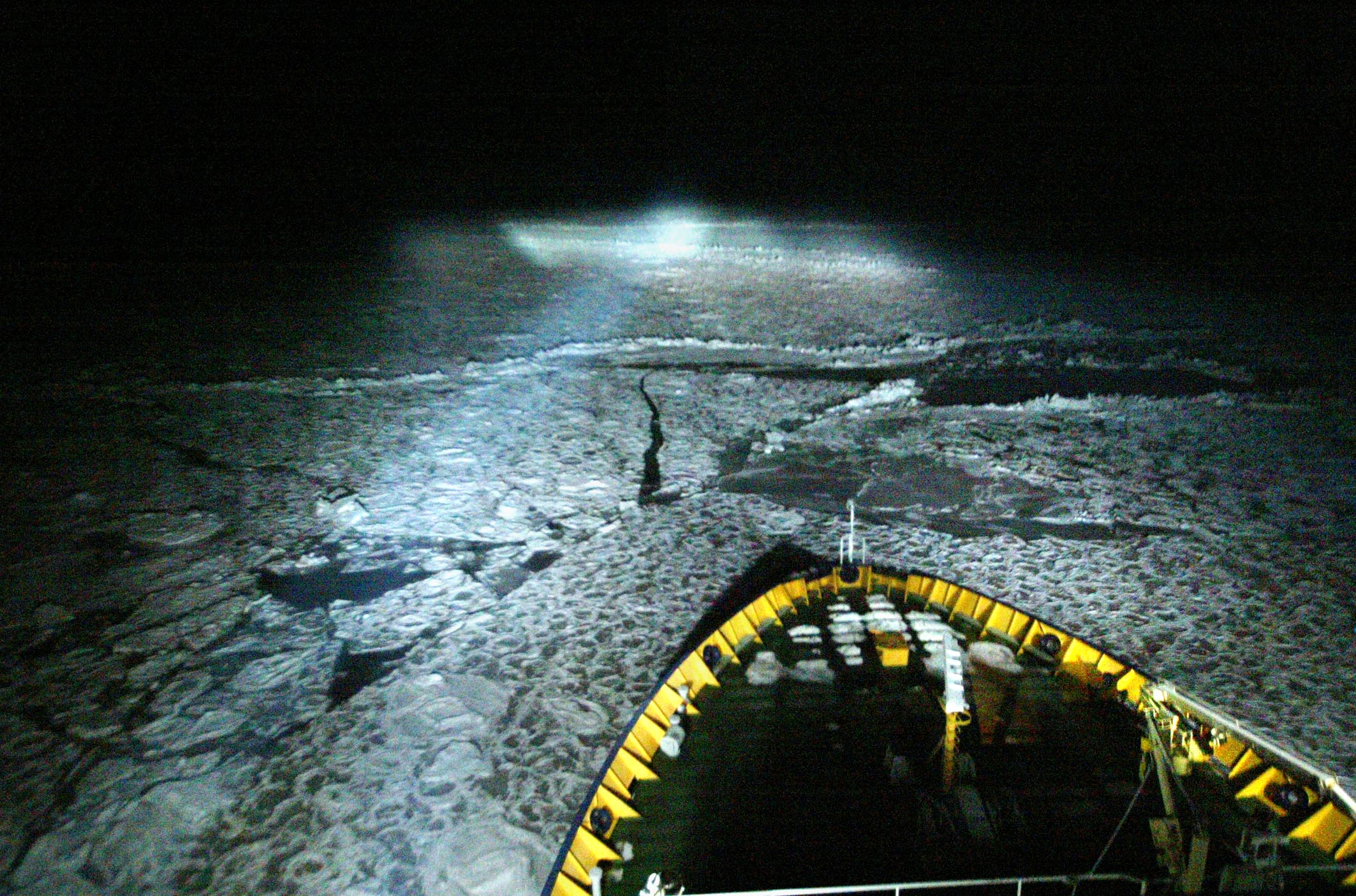
Les projecteurs d'un brise-glace éclairent les eaux gelées dans la nuit.

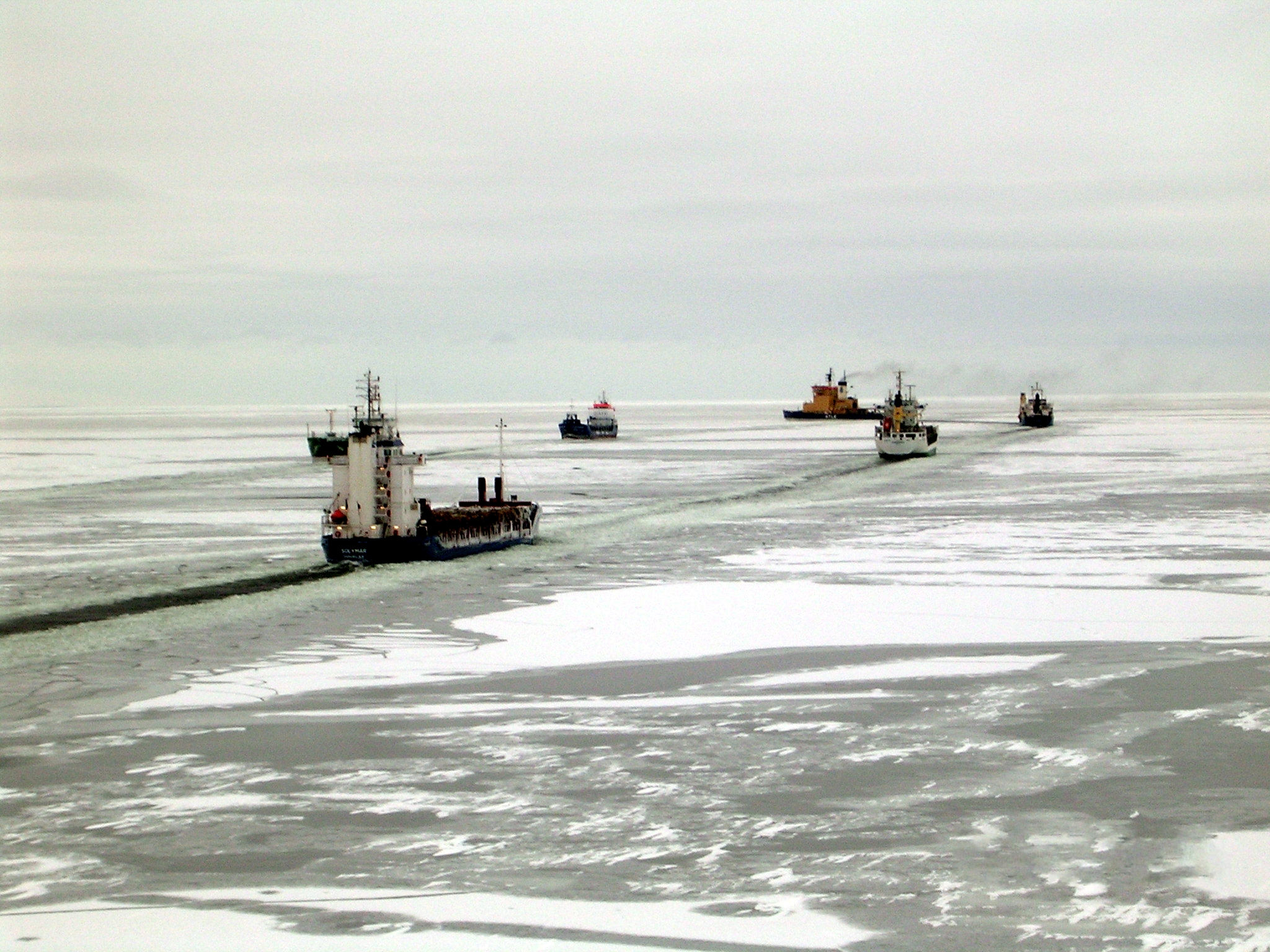
Ymer et Atle échangent leurs convois afin de rester dans leurs zones d'opération respectives.

Lorsqu'il est en activité, un brise-glace se voit attribuer une zone d'opération au sein de laquelle il doit porter assistance aux navires. 
La taille de cette zone d'opération, et le nombre total de brise-glace nécessaires, sont inversement proportionnels à l'épaisseur de glace. 
Le grand public imagine souvent que le travail d'un brise-glace se résume à créer au milieu des glaces un chenal que les navires peuvent ensuite utiliser. En réalité, un tel chenal ne demeure praticable qu'un temps très bref après le passage du brise-glace. Lorsqu'un navire se dirige vers une zone gelée, il doit par conséquent prendre contact avec le brise-glace qui opère dans cette zone. Si l'équipage du brise-glace estime que le navire peut se débrouiller seul, il lui communique des instructions concernant le passage le plus facile à travers la zone. Si malgré tout le navire se retrouve pris par les glaces, le brise-glace intervient pour le libérer. 
Si l'on estime par contre que le navire ne pourra pas s'en sortir seul, il lui est demandé de se rendre en un point précis où le brise-glace vient à sa rencontre. Le brise-glace accompagne alors le navire jusqu'à son port de destination si celui-ci se trouve dans sa zone d'intervention. Dans le cas contraire, le brise-glace accompagne le navire jusqu'à la limite de sa zone d'intervention. S'il s'agit d'une zone libre de glace, l'équipage du brise-glace indique au navire assisté la meilleure route à suivre pour la suite, et le nom du brise-glace à contacter s'il est une nouvelle fois confronté à une zone gelée. Si la limite entre deux zones d'intervention est une zone gelée, le brise-glace quitte simplement les lieux et le navire doit attendre que le brise-glace responsable de la deuxième zone prenne le relai. Ce système est organisé de sorte qu'un navire n'ait jamais à attendre plus de quatre heures l'assistance d'un brise-glace.
Dans certains cas, les brise-glace sont en mesure de coordonner leurs interventions de sorte que le navire assisté n'ait pas à attendre, le passage de relai se faisant immédiatement. C'est ce que l'on voit sur l'image à droite. Les brise-glace Atle et Ymer arrivent avec chacun un convoi derrière lui, et échangent simplement leurs positions de sorte que les navires peuvent poursuivre leur route sans interruption tandis que les brise-glace restent dans leurs zones d'opération respectives.
Un système de convoi est utilisé lorsque plusieurs navires se dirigent dans la même direction au sein d'une même zone. Le brise-glace ordonne alors aux navires de rejoindre un point particulier. Lorsque tous les navires s'y sont rendus, le brise-glace arrive à son tour et crée un chenal par lequel les navires peuvent le suivre. La progression se fait ensuite de la même façon que pour une assistance individuelle. Si l'un des navires du convoi se retrouve bloqué par la glace, le brise-glace doit évaluer s'il est opportun de faire demi-tour pour aller le débloquer. Si l'on estime qu'il y a un risque pour que les autres navires du convoi se retrouvent bloqués pendant le temps où ils doivent avancer sans brise-glace devant eux, le navire pris dans les glaces est abandonné provisoirement. Ceci peut être frustrant pour les navires qui se trouvent en queue de convoi et qui se retrouvent contraints à l'arrêt simplement parce qu'un navire devant eux est bloqué.

### Remorquage

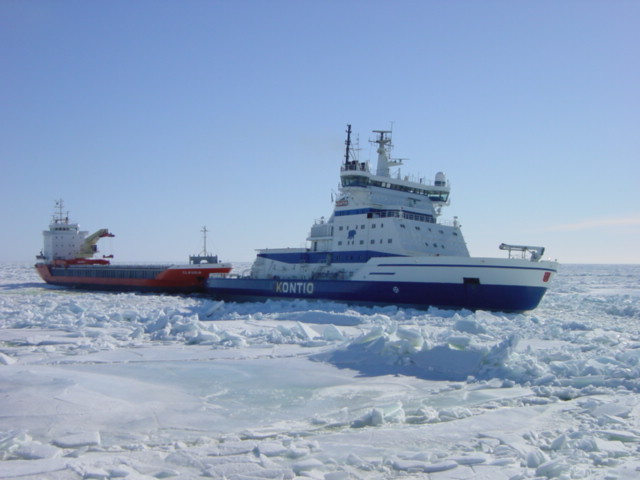
Remorquage d'un navire marchand par le brise-glace finlandais Kontio.

En cas de courants et/ou de vents violents, il arrive que la glace se reforme telle une fermeture Éclair à l'arrière du brise-glace et emprisonne le navire assisté. Il arrive aussi que l'épaisseur de la glace à l'arrière du brise-glace empêche au navire assisté d'avancer. C'est pourquoi l'ensemble des brise-glace est équipé de treuils et de crochets destinés au remorquage. Lorsque le remorquage est rendu nécessaire, le brise-glace et le navire assisté sont accouplés. Il existe un certain nombre de décisions à prendre concernant la manière d'effectuer le remorquage. Par exemple, la distance entre le bulbe du navire et la coque du brise-glace ne doit pas être inférieure à deux mètres, et s'il y a un risque pour que l'ancre du navire entre en contact avec le brise-glace, elle doit être arrimée en arrière contre la coque ou posée sur le pont.
Lorsqu'un remorquage commence, le brise-glace commence à tirer et dans le même temps ordonne au navire assisté de pousser avec une puissance équivalente. Du fait que le brise-glace et le navire assisté ont été strictement accouplés, le navire remorqué peut servir de gouvernail au brise-glace. Si le brise-glace ordonne au navire remorqué de virer à bâbord, l'équipage vire à tribord . Les brise-glace de l'État ont leurs crochets intégrés à la coque, tandis que la classe Viking est équipée d'un treuil le long de la poupe, qui est utilisé dans le cadre de leurs missions de navires offshore. De ce fait, ils doivent, avant d'entamer leurs missions de brise-glace, se rendre aux chantiers navals de l'Öresund à Landskrona pour y être équipés de crochets de remorquage.

## Reconnaissance

### Par avion
Dès les premiers hivers d'activité d'Atle (I) à la fin des années 1920, il apparait qu'une reconnaissance aérienne simplifierait grandement le travail des brise-glace. Mais les hélicoptères n'existent pas encore, et l'idée d'un avion sur le pont d'un brise-glace est jugée irréaliste. C'est du moins ce qu'il ressort d'une tentative d'équiper Ymer (I) avec précisément… un avion. Ne pouvant décoller et se poser que sur une surface de glace ou d'eau plane, l'avion se révèle d'un usage des plus limités, et l'idée est finalement abandonnée lorsqu'éclate la Seconde Guerre mondiale. À la place, la direction des brise-glace obtient la possibilité de louer des avions à l'armée de l'air afin de conduire des opérations de reconnaissance. Cette option est levée pour la première fois dans l'Öresund pendant l'hiver 1946/1947 et se révèle particulièrement intéressante. Les brise-glace obtiennent en effet un bien meilleur aperçu sur la couverture de glace et les avions peuvent aussi être utilisés pour localiser les navires pris dans les glaces. Dans les situations où il n'est pas possible aux brise-glace d'intervenir, les avions peuvent même larguer du matériel de première nécessité aux navires. Pendant ce même hiver, on commence à utiliser à Göteborg un autogire stationné sur le Göta Lejon pour effectuer des missions d'observation. L'autogire, qui était en quelque sorte le précurseur de l'hélicoptère, ressemblait à un mélange entre un hélicoptère et un avion.

### Par hélicoptère

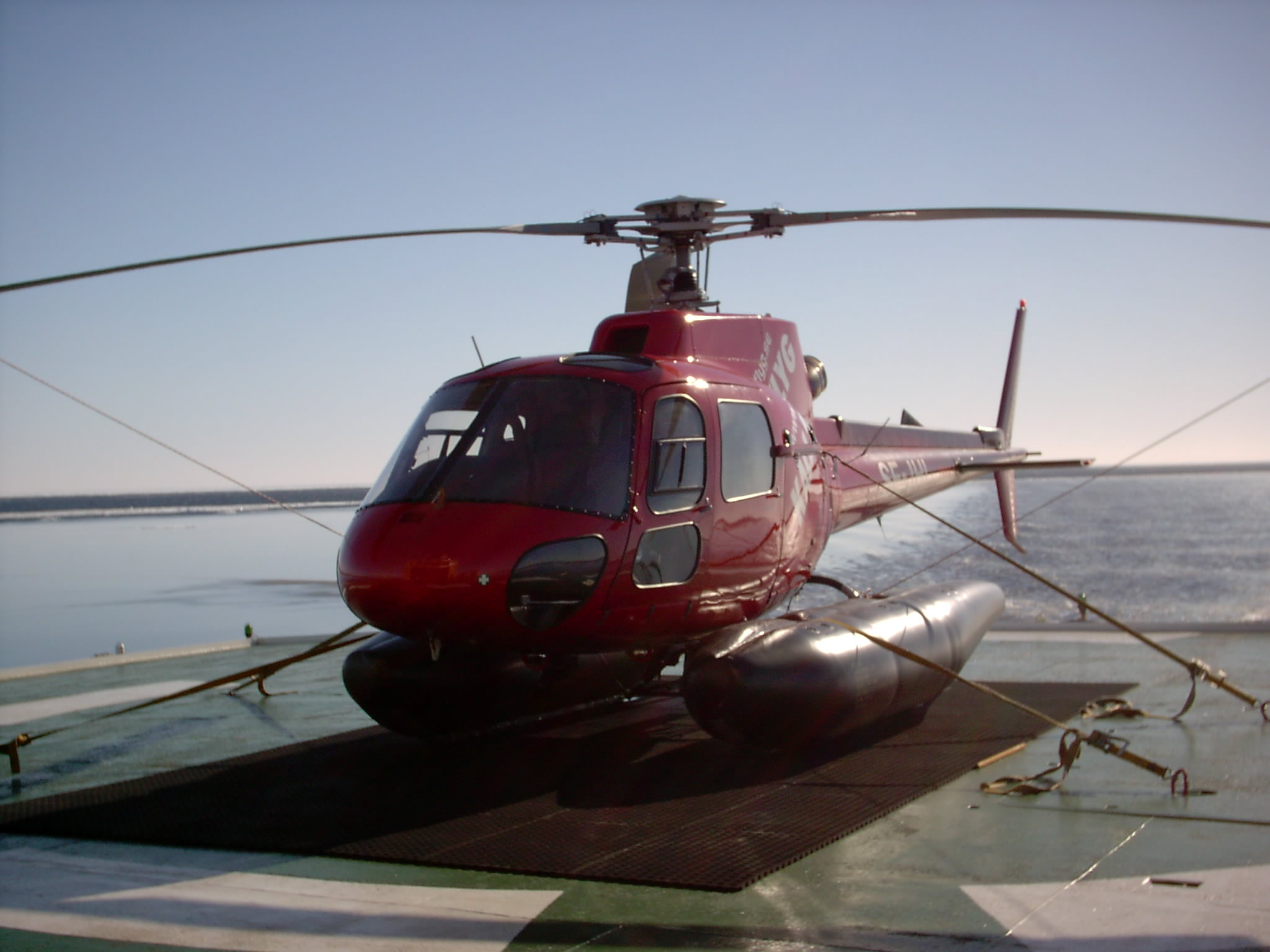
Un hélicoptère de reconnaissance.

Comme bien d'autres inventions, les hélicoptères sont le résultat des énormes progrès techniques réalisés lors de la Seconde Guerre mondiale. Le premier hélicoptère arrive en Suède en 1947 et ils commencent à être utilisés pour l'observation aérienne des glaces à partir de 1955. Ces premiers appareils, qui sont particulièrement lourds et difficiles à manœuvrer, ne peuvent pas se poser sur les brise-glace, et leur utilisation n'est tout d'abord pas jugée comme un succès. C'est donc l'armée de l'air qui procède à des vols de reconnaissance au-dessus de la mer pendant ses exercices.
C'est pendant l'hiver 1966/1967 qu'un hélicoptère est stationné pour la première fois sur un brise-glace. L'équipage du brise-glace est dès lors en mesure de suivre l'hélicoptère le long des routes les plus faciles au milieu des glaces. À partir de 1974, les hélicoptères sont équipés de VHF, ce qui rend les opérations encore plus efficaces, la communication vers les brise-glace devenant encore plus rapide. Il est aussi possible à un hélicoptère d'aller assister lui-même un navire pendant que le brise-glace reste sur place ou porte assistance à un autre navire, ce qui constitue là encore un moyen d'optimiser les opérations.
Les brise-glace ne disposent toutefois pas encore d'hélisurfaces, et les hélicoptères sont contraints à rejoindre la terre ferme pendant la nuit ou lors des remorquages. Ce n'est qu'à partir de la classe Atle que les brise-glace sont équipés de telles plateformes. Les brise-glace Atle et Frej disposent ainsi de petits hélipads, tandis que celui d'Ymer est un peu plus grand, ce qui lui permet d'accueillir des hélicoptères de taille supérieure comme les Hkp 4 de la marine suédoise. Oden est quant à lui équipé d'une hélisurface encore plus grande, qui peut accueillir simultanément deux appareils. Les brise-glace de la classe Viking n'en sont par contre pas équipés en permanence, mais il est possible d'aménager sur leur pont un hélipad amovible qui est conservé sur le site des chantiers navals de l'Öresund à Landskrona.
Depuis 2005, il n'y a plus d'hélicoptères stationnés sur les brise-glace, dans la mesure où il n'est plus nécessaire d'effectuer d'observation aérienne. Les brise-glace ont en effet à présent un accès permanent à des images satellite recouvrant une superficie bien plus grande que ce que les hélicoptères étaient en mesure de couvrir.

### IBNet
Afin d'organiser et de coordonner l'activité des brise-glace, les autorités suédoises et finlandaises ont mis en place un système de commande et d'information commun baptisé IBNet (IceBreakerNet). Chaque brise-glace transmet les informations concernant le trafic maritime dans sa zone d'opération, informations qui deviennent ainsi disponibles pour l'ensemble des brise-glace suédois et finlandais. Le système est par ailleurs interfacé avec le SIA (Système d'identification automatique). L'institut météorologique finlandais diffuse de plus durant l'hiver, et de façon quasi-quotidienne, des images satellite des zones prises par les glaces, ce qui permet de simplifier considérablement l'activité des brise-glace.

## Coopération dans la Baltique
Pour la Finlande, l'activité des brise-glace est encore plus importante que pour la Suède. On peut en effet, du point de vue des échanges internationaux, assimiler la Finlande à une île, le trafic routier étant limité à la Russie et à l'extrême-nord suédois et norvégien. En hiver, toute la côte finlandaise se retrouve prise par les glaces, alors qu'en Suède la côte Ouest reste le plus souvent dégagée. La situation est rendue encore plus difficile par la faible profondeur des eaux le long de la côte finlandaise, et par la prédominance des vents d'ouest, qui soufflent sur la Baltique vers la Finlande. Pour toutes ces raisons, la flotte de brise-glace finlandaise est plus importante que la flotte suédoise, et l'a pratiquement toujours été.
Lorsque le vent change de direction, la glace s'accumule de l'autre côté de la Baltique dans les archipels suédois, et la situation s'améliore en Finlande. C'est pourquoi la Suède et la Finlande collaborent depuis trente ans afin de rationaliser l'activité de leurs brise-glace. Aujourd'hui, lorsqu'un navire a besoin d'être assisté, son origine suédoise ou finlandaise ne joue pratiquement aucun rôle. Il est courant de voir un brise-glace suédois transmettre un convoi à un brise-glace finlandais, qui à son tour passe le convoi à un brise-glace suédois, etc. Si la couverture de glace est particulièrement épaisse pour l'un des deux pays, et moindre pour l'autre, il arrive même que des brise-glaces interviennent dans les archipels de l'autre pays. 
Au début des années 2000, cette coopération s'étend à l'ensemble des pays entourant la mer Baltique. Elle prend le nom de Baltic Icebreaking Management et signifie que tous les brise-glace de la région baltique sont amenés à travailler ensemble. Aujourd'hui, les pays membres sont : l'Allemagne, le Danemark, l'Estonie, la Finlande, la Lettonie, la Lituanie, la Norvège, la Pologne, la Russie et la Suède. Cette coopération a par exemple conduit les brise-glace suédois de la classe Viking à intervenir dans les eaux territoriales estoniennes.

### Liste des navires cités dans l'article
| Illustration | Nom           | Type                           | Entrée en service | Fin de service | Origine du nom                  | Article en suédois     |
| ------------ | ------------- | ------------------------------ | ----------------- | -------------- | ------------------------------- | ---------------------- |
|              | Svensksund    | canonnier                      | 1891              | 1957           | le fjord Svensksund             | HMS Svensksund (1891)  |
|              | Bore          | brise-glace                    | 1894              | 1968           | -                               | Bore (isbrytare)       |
|              | Sankt Erik    | brise-glace                    | 1895              | 1977           | saint Éric                      | S/S Sankt Erik         |
|              | Atle (I)      | brise-glace                    | 1926              | 1966           | ancien prénom masculin nordique | Atle (isbrytare, 1925) |
|              | Ymer (I)      | brise-glace                    | 1933              | 1976           | le géant Ymir                   | Ymer (isbrytare, 1931) |
|              | Thule         | brise-glace                    | 1951              | 1988           | l'ile mythique Thulé            | Thule (isbrytare)      |
|              | Oden (I)      | brise-glace                    | 1957              | 1988           | le dieu Odin                    | Oden (isbrytare, 1957) |
|              | Tor           | brise-glace                    | 1964              | 2000           | le dieu Thor                    | Tor (isbrytare)        |
|              | Njord         | brise-glace                    | 1968              | 2000           | le dieu Njörd                   | Njord (isbrytare)      |
|              | Ale           | brise-glace                    | 1973              | -              | -                               | Ale (isbrytare)        |
|              | Atle (II)     | brise-glace de la classe Atle  | 1974              | -              | -                               | Atle (isbrytare)       |
|              | Frej          | brise-glace de la classe Atle  | 1975              | -              | le dieu Freyr                   | Frej (isbrytare)       |
|              | Ymer (II)     | brise-glace de la classe Atle  | 1977              | -              | -                               | Ymer (isbrytare)       |
|              | Baltica       | navire de service              | 1982              | -              | -                               | M/S Baltica (1982)     |
|              | Scandica      | navire de service              | 1983              | -              | -                               | Scandica               |
|              | Oden (II)     | brise-glace                    | 1989              | -              | -                               | Oden (isbrytare)       |
|              | Tor Viking    | navire offshore et brise-glace | 2000              | 2018 (vendu)   | -                               | Tor Viking II          |
|              | Vidar Viking  | navire offshore et brise-glace | 2000              | 2018 (vendu)   | le dieu Vidar                   | Vidar Viking           |
|              | Balder Viking | navire offshore et brise-glace | 2001              | 2018 (vendu)   | le dieu Baldr                   | Balder Viking          |